# ترستنا
ترستنا (به لاتین: Trstená) یک شهرک در اسلواکی با جمعیت ۷٬۵۵۱ نفر است که در Tvrdošín District واقع شده‌است.